# Andreaea atlantica
Andreaea atlantica là một loài rêu trong họ Andreaeaceae. Loài này được Dixon mô tả khoa học đầu tiên năm 1960.